# Kanton Hérisson
Der Kanton Hérisson war bis 2015 ein französischer Wahlkreis im Arrondissement Montluçon, im Département Allier und in der Region Auvergne. Er umfasste 17 Gemeinden, sein Hauptort war Hérisson. Die landesweiten Änderungen in der Zusammensetzung der Kantone brachten im März 2015 seine Auflösung.

## Geschichte
Der Kanton wurde am 4. März 1790 im Zuge der Einrichtung der Départements als Teil des damaligen District de Cérilly gegründet. Mit der Gründung der Arrondissements am 17. Februar 1800 wurde der District de Cérilly aufgelöst, der Kanton dem neuen Arrondissement Montluçon zugeordnet und neu zugeschnitten. Sein letzter Vertreter im conseil général des Départements vor der Auflösung des Kantons war Daniel Roussat.

## Gemeinden
| Gemeinde            | Einwohner | Code postal | Code Insee |
| ------------------- | --------- | ----------- | ---------- |
| Audes               | 451       | 03190       | 03010      |
| Bizeneuille         | 287       | 03170       | 03031      |
| Le Brethon          | 352       | 03350       | 03041      |
| Cosne-d’Allier      | 2.407     | 03430       | 03084      |
| Estivareilles       | 1.033     | 03190       | 03111      |
| Givarlais           | 227       | 03190       | 03123      |
| Hérisson            | 709       | 03190       | 03127      |
| Louroux-Bourbonnais | 245       | 03350       | 03150      |
| Louroux-Hodement    | 293       | 03190       | 03153      |
| Maillet             | 322       | 03190       | 03158      |
| Nassigny            | 145       | 03190       | 03193      |
| Reugny              | 272       | 03190       | 03213      |
| Saint-Caprais       | 92        | 03190       | 03222      |
| Sauvagny            | 99        | 03430       | 03269      |
| Tortezais           | 147       | 03430       | 03285      |
| Vallon-en-Sully     | 1.712     | 03190       | 03297      |
| Venas               | 242       | 03190       | 03303      |

## Einwohnerentwicklung
| Jahr | Einwohner |
| ---- | --------- |
| 1962 | 9341      |
| 1968 | 10.262    |
| 1975 | 9697      |
| 1982 | 9822      |
| 1990 | 9461      |
| 1999 | 9035      |
| 2006 | 8938      |
| 2011 | 8981      |

## Politik
| Vertreter im conseil général des Départements | Vertreter im conseil général des Départements | Vertreter im conseil général des Départements |
| Amtszeit                                      | Name                                          | Partei                                        |
| --------------------------------------------- | --------------------------------------------- | --------------------------------------------- |
| 22. März 1998 – 29. März 2015                 | Daniel Roussat                                | PCF                                           |